# Тутов Роман Анатолійович
Рома́н Анато́лійович Ту́тов — майор Збройних сил України, учасник російсько-української війни.

## З життєпису
Станом на березень 2017-го — начальник відділення офіцерів запасу і кадрів, Тростянецький районний військовий комісаріат, Сумська область.
Під час окупації російськими військами міста Тростянець (24 лютого — 26 березня 2022 року), Романа Тутова викрали з дому. Є версії, що він потрапив у полон або ж убитий. Станом на 19 квітня 2022 року його подальша доля невідома.

## Нагороди
За особисту мужність і героїзм, виявлені у захисті державного суверенітету та територіальної цілісності України, вірність військовій присязі, відзначений — нагороджений
- 27 червня 2015 року — орденом «За мужність» III ступеня,